# Mesohilda balteata
Mesohilda balteata är en insektsart som först beskrevs av William Lucas Distant 1907.  Mesohilda balteata ingår i släktet Mesohilda och familjen Tettigometridae. Inga underarter finns listade i Catalogue of Life.